# Vuomajärvi (Pajala socken, Norrbotten, 748937-183757)
Vuomajärvi är en sjö i Pajala kommun i Norrbotten och ingår i Torneälvens huvudavrinningsområde. Sjön har en area på 0,0555 kvadratkilometer och ligger 151,1 meter över havet.

## Delavrinningsområde
Vuomajärvi ingår i det delavrinningsområde (748493-183507) som SMHI kallar för Ovan VDRID = Parkkijoki i Muonioälvens vattendrag*. Medelhöjden är 156 meter över havet och ytan är 23,88 kvadratkilometer. Räknas de 400 avrinningsområdena uppströms in blir den ackumulerade arean 14 341,96 kvadratkilometer. Muonioälven (Njärrejåkkå) som avvattnar avrinningsområdet har biflödesordning 2, vilket innebär att vattnet flödar genom totalt 2 vattendrag innan det når havet efter 205 kilometer. Avrinningsområdet består mestadels av skog (68 procent) och sankmarker (26 procent). Avrinningsområdet har 0,71 kvadratkilometer vattenytor vilket ger det en sjöprocent på 3 procent.